# 陸杲
陸 杲（りく こう、大明3年（459年）- 中大通4年8月15日（532年9月29日））は、南朝斉から梁にかけての政治家。字は明霞。本貫は呉郡呉県。

## 経歴
揚州治中の陸叡（陸徽の子）の子として生まれた。若くして学問を好み、書画を得意とした。妻の父の張融は当時高名な人物であったが、陸杲の風雅な所作を「天下に比類する人物はなく、ただわたしと婿殿があるだけである」と讃えた。陸杲は南朝斉の中軍法曹行参軍を初任とし、太子舎人・衛軍王倹主簿をつとめた。尚書殿中曹郎に転じたが、授任の儀礼に遅刻したため、免官された。長らくたって、司徒竟陵王外兵参軍となり、征虜宜都王功曹史に転じた。驃騎晋安王諮議参軍や司徒従事中郎をつとめた。梁が建てられると、驃騎記室参軍となり、相国西曹掾に転じた。天監元年（502年）、撫軍長史に任じられたが、母が死去したため職を辞した。服喪が終わると、建威将軍・中軍臨川王諮議参軍となった。まもなく黄門侍郎に転じ、右軍安成王長史をつとめた。天監5年（506年）、御史中丞となった。
山陰県令の虞肩が任にあったとき、不正な蓄財をしたため、陸杲が没収するよう上奏した。中書舎人の黄睦之が虞肩のために請託したが、陸杲は答えなかった。武帝がこのことを聞いて陸杲に訊ねると、陸杲は「そういうことはありました」と答えた。武帝は「卿は睦之を知らないのか」と訊ねると、陸杲は「臣はその人を知りません」と答えた。このとき黄睦之が武帝のそばにいたので、武帝が指し示して「この人が睦之である」と言うと、陸杲は「君は小人である。どうして罪人を南司に属させることがあろう」と黄睦之に言ったので、黄睦之は顔色を失った。領軍将軍の張稷は陸杲の姻戚であったが、陸杲は公事のために張稷を弾劾したことがあった。張稷は「陸杲は臣の姻戚ですが、小事のために臣を弾劾して許しません」と武帝に訴えた。武帝は「陸杲は弾劾をつかさどる職務にあるのであって、卿はどうして嫌うことがあろう」とたしなめた。陸杲は御史台にあって、勢力家をおそれない人物として知られた。
天監6年（507年）、秘書監に転じた。ほどなく太子中庶子・光禄卿となった。天監8年（509年）、義興郡太守として出向し、寛容な統治で知られた。召還されて司空臨川王長史となり、揚州大中正を兼ねた。天監14年（515年）、中正のまま通直散騎侍郎となった。まもなく散騎常侍に進んだ。天監15年（516年）、司徒左長史に転じた。天監16年（517年）、入朝して左民尚書となり、太常卿に転じた。普通2年（521年）、仁威将軍・臨川郡内史として出向した。普通5年（524年）、入朝して金紫光禄大夫となり、再び揚州大中正を兼ねた。中大通元年（529年）、中正のまま特進の位を加えられた。中大通4年8月丙子（532年9月29日）、死去した。享年は74。諡は質子といった。
陸杲は仏法を信仰して、戒律に詳しく、著に『沙門伝』30巻があった。
弟の陸煦は中書侍郎・尚書左丞・太子家令を歴任し、『陸史』15巻と『陸氏驪泉志』1巻を著した。子の陸罩は文才があり、太子中庶子・光禄卿に上った。

## 伝記資料
- 『梁書』巻26 列伝第20
- 『南史』巻48 列伝第38